# Jeziernia
Jeziernia – wieś w Polsce, położona w województwie lubelskim, w powiecie tomaszowskim, w gminie Tomaszów Lubelski. 
| SIMC    | Nazwa         | Rodzaj    |
| ------- | ------------- | --------- |
| 0902100 | Cybulówka     | część wsi |
| 0902116 | Glinianki     | część wsi |
| 0902122 | Kolonia Dolna | część wsi |
| 0902139 | Podbełżec     | część wsi |
| 0902145 | Podbiór       | część wsi |
| 0902151 | Podlas        | część wsi |
| 0902168 | Rogowe Kopce  | część wsi |
| 0902174 | Zagrządki     | część wsi |

W latach 1975–1998 wieś administracyjnie należała do województwa zamojskiego.
Wieś jest sołectwem w gminie Tomaszów Lubelski. Według Narodowego Spisu Powszechnego z roku 2011 wieś liczyła 859 mieszkańców.
Wieś jest siedzibą rzymskokatolickiej Parafii św. Antoniego Padewskiego.